# Ciscar
Ciscar (Síscar en catalán ribagorzano) es una localidad española perteneciente al municipio de Benabarre, en la Ribagorza, provincia de Huesca, Aragón.

## Monumentos
- Iglesia parroquial del siglo XIII bajo la advocación de San Miguel.[3][4]
- Fortaleza del siglo XVI, conocida como "casa del castell".[2]

## Fiestas locales
- Mes de mayo, en honor a San Miguel.[2]